# Isola dei Conigli (Mar del Giappone)
Kroličij o l'isola dei conigli (in russo Остров Кроличий?) è una piccola isola russa nel mar del Giappone, nell'Estremo Oriente russo. L'isola è situata all'ingresso della baia della Narva, nel golfo dell'Amur, a 280 m dalla costa della penisola di Jankovskij, di fronte al villaggio di Bezverchovo (Безверхово). Appartiene amministrativamente al Chasanskij rajon del Territorio del Litorale).

## Geografia
L'isola è lunga solo 0,4 km e larga 0,1 km ed è coperta di cespugli. Raggiunge l'altezza massima di 24,5 m s.l.m. Le coste settentrionali e occidentali dell'isola sono piatte e orlate di sabbia e ghiaia, a est e a sud sono rocciose. Sul lato sud-est dell'isola c'è un faro.

## Toponimo
Il nome dell'isola si deve all'allevamento di conigli avviato all'inizio del XX secolo dal proprietario dell'isola, Julij Ivanovič Briner. Gli animali si erano moltiplicati fino a qualche decina di migliaia ma erano poi morti a causa di un'epidemia.